# Atak walijskiej dywizji w lesie Mametz
Atak walijskiej dywizji w lesie Mametz (ang. Charge of the Welsh Division at Mametz Wood) – obraz olejny namalowany przez walijskiego malarza Christophera Williamsa około 1917 roku, znajdujący się w zbiorach Amgueddfa Cymru – National Museum Wales w Cardiff.

## Opis
Las we francuskiej miejscowości Mametz był celem 38 (walijskiej) Dywizji Piechoty podczas bitwy nad Sommą w czasie I wojny światowej. Atak przeprowadzono w kierunku północnym przez grzbiet, skupiając się na pozycjach niemieckich w lesie, między 7 a 12 lipca 1916 roku. 7 lipca Walijczycy utworzyli pierwszą falę, która zamierzała zająć las w ciągu kilku godzin. Jednak silne umocnienia, karabiny maszynowe oraz ostrzał zabiły i zraniły ponad 400 żołnierzy, zanim dotarli do lasu. Kolejne ataki brytyjskiej 17 Dywizji przeprowadzone 8 lipca nie poprawiły sytuacji. Walijski 14 Batalion, liczący 676 żołnierzy po całym dniu ciężkich walk stracił prawie 400 żołnierzy zabitych lub rannych, zanim został zluzowany; inne bataliony poniosły podobne straty. Jednak do 12 lipca las został skutecznie oczyszczony z Niemców. 38 (walijska) Dywizja Piechoty straciła w walce około 4000 żołnierzy zabitych lub rannych. Nie została ponownie wykorzystana w działaniach wojennych do 31 lipca 1917 roku.
Obraz przedstawiający atak walijskiej dywizji na niemieckie pozycje 11 lipca 1916 roku, jest brutalny w swej wymowie. Pełni animuszu i zaciętości Walijczycy, z furią atakują Niemców nie okazując im żadnej litości. Szczególną uwagę widza zwracają trzej walijscy żołnierze w centralnej części płótna: jeden celuje ze swojego rewolweru w stronę podnoszącego ręce Niemca, drugi trzyma karabin najeżony bagnetem z wyraźnym zamiarem wbicia go w leżącego na ziemi wroga, a trzeci broczący krwią leży na ziemi i półprzytomnym spojrzeniem spogląda na atakujących kolegów. Zarówno Niemcy z lewej jak i Walijczycy z prawej strony obrazu na dalszym planie, są jakby dodatkiem do sceny głównej symbolizującej okrucieństwo wojny.     
Christopher Williams namalował ten obraz na prośbę ministra wojny (późniejszego premiera Wielkiej Brytanii) Davida Lloyda George’a. Artysta odwiedził miejsce bitwy w listopadzie 1916 roku, a później przeprowadził rozmowy z żołnierzami którzy w tej bitwie uczestniczyli. Podczas wykonywania szkiców w Mametz Williams został aresztowany po tym, jak pomylono go z niemieckim szpiegiem.